# Adetus salvadorensis
Adetus salvadorensis es una especie de escarabajo del género Adetus, familia Cerambycidae. Fue descrita científicamente por Franz en 1954.
Habita en El Salvador, Honduras y Panamá. Los machos y las hembras miden aproximadamente 11 mm. El período de vuelo de esta especie ocurre en el mes de abril.